# ديفيد وايت (لاعب كرة قدم بريطاني)
ديفيد وايت (بالإنجليزية: David Whyte)‏ (20 أبريل 1971 في المملكة المتحدة - 9 سبتمبر 2014 في المملكة المتحدة) هو لاعب كرة قدم بريطاني في مركز الهجوم. لعب مع إيبسويتش تاون وتشارلتون أثلتيك وكريستال بالاس ونادي بريستول روفيرز ونادي ريدنغ ونادي ساوثيند يونايتد وغرينتش بورو ‏.

## وصلات خارجية
- ديفيد وايت (لاعب كرة قدم بريطاني) على موقع قاعدة بيانات كرة القدم.إي يو (الإنجليزية)
- ديفيد وايت (لاعب كرة قدم بريطاني) على موقع قاعدة بيانات كرة القدم.إي يو (الإنجليزية)